# Tour d'Espagne 1996
La 51e édition du Tour d'Espagne s'est déroulée du 7 au 29 septembre, entre Valence et Madrid. Il fut remporté par le Suisse Alex Zülle (ONCE). Cette édition a compté 22 étapes pour un total de 3 898 kilomètres. La moyenne générale du vainqueur s'est élevée à 39,986 km/h. Elle est restée célèbre pour avoir vu un triplé suisse au classement général.

## Équipes engagées
| - ONCE ( Espagne) - Aki-Gipiemme ( Italie) - Banesto ( Espagne) - Cantina-Tollo ( Italie) - Euskadi ( Espagne) - Gewiss-Playbus ( Italie) - Kelme-Artiach ( Espagne) - Lotus-Festina ( France) - Maia-Jumbo ( Portugal) - Mapei-GB ( Italie) | - MG-Technogym ( Italie) - Motorola ( États-Unis) - MX Onda-Eurosport ( Espagne) - Petit Casino ( France) - Polti ( Italie) - Saeco ( Italie) - Santa Clara ( Russie) - Scrigno ( Italie) - Telekom ( Allemagne) - TVM ( Pays-Bas) |

## Principaux favoris
Tony Rominger fait son retour sur la course qui l'a révélé il y a des années après avoir remporté le Tour d'Italie 1995. Il est opposé à l'équipe ONCE, emmenée par Alex Zülle et Laurent Jalabert, le tenant du titre. Contraint par ses dirigeants, Miguel Indurain, cinq fois vainqueur du Tour de France, a dans le but de remporter le seul grand tour qu'il lui reste à gagner, après avoir échoué à gagner un sixième Tour de France consécutif.

## Déroulement de la course
Les premiers jours de compétition se sont déroulés tranquillement pour les favoris, avec une multitude d'arrivées au sprint. Le maillot jaune change plusieurs fois en raison des bonifications sur les sprints intermédiaires et sur la ligne d'arrivée ce qui avantage les sprinteurs.
Le premier contre-la-montre, disputé sur 46 kilomètres, lors de la 10e étape, est le premier duel entre les candidats à la victoire finale. Rominger remporte l'étape, devançant Zülle de seulement 2 secondes derrière et Indurain de 27 secondes. Les autres coureurs ont terminé très loin les uns des autres. Cependant, dans le classement général, la situation était différente, puisque Rominger est déjà assez éloigné de Zülle et Indurain. Jalabert est resté proche d'eux, en troisième position.
La 12e étape, se terminant sur l'Alto del Naranco, est le premier coup porté à Miguel Indurain, qui perd une minute face à Zülle et recule à la troisième place à plus de deux minutes. Les coureurs de l'équipe ONCE Zülle et Jalabert occupent les deux premières places.
Le lendemain, sur la scène des lacs de Covadonga, Indurain se retire à la surprise générale du public. La Vuelta est alors définitivement entre les mains de l'équipe ONCE. À la troisième place, Laurent Dufaux, est alors à plus de cinq minutes de Zülle.
La seule étape pyrénéenne, se terminant à la station d'Aramón Cerler, n'a servi qu'à démontrer la supériorité d'ONCE. Cependant, lors la 19e étape, Jalabert perd de nombreuses minutes en raison de la contamination des aliments causée par une consommation présumée d'un riz au lait, qui en plus de l'affecter, a affecté le reste de son équipe, à l'exception du leader Alex Zülle, qui n'a pas aimé ce plat. Cela a conduit le leader à manquer d'équipier et amené plusieurs équipes à passer à l'attaque, dont Laurent Dufaux qui récupère un peu plus d'une minute.
Le contre-la-montre de la 21e étape a permis à Rominger d'obtenir sa deuxième victoire d'étape et la 3e place au classement général.
Enfin, la Vuelta a vu un podium totalement suisse, avec la victoire d'Alex Zülle à Madrid (avec plus de six minutes d'avance), la deuxième position de Laurent Dufaux et la troisième place de Tony Rominger, qui a également gagné le classement montagne. Il s'agit du pire Tour d'Espagne de l'histoire des cyclistes espagnols car c'est la première fois qu'ils n'obtiennent aucune victoire d'étape, tandis que le meilleur coureur au général est Fernando Escartín à la dixième place.

## Étapes
| N°  | Date         | Villes étapes                   | km         | Vainqueur d'étape      | Leader du classement général |
| 1re | 7 septembre  | Valence                         | 162        | Biagio Conte           | Biagio Conte                 |
| 2e  | 8 septembre  | Valence - Cuenca                | 210        | Nicola Minali          | Biagio Conte                 |
| 3e  | 9 septembre  | Cuenca - Albacete               | 167        | Laurent Jalabert       | Laurent Jalabert             |
| 4e  | 10 septembre | Albacete - Murcie               | 166,5      | Tom Steels             | Laurent Jalabert             |
| 5e  | 11 septembre | Murcie - Almería                | 208        | Jeroen Blijlevens      | Laurent Jalabert             |
| 6e  | 12 septembre | Almería - Malaga                | 196,5      | Fabio Baldato          | Fabio Baldato                |
| 7e  | 13 septembre | Malaga - Marbella               | 171        | Fabio Baldato          | Fabio Baldato                |
| 8e  | 14 septembre | Marbella - Jerez de la Frontera | 220        | Nicola Minali          | Fabio Baldato                |
| 9e  | 15 septembre | Jerez de la Frontera - Cordoue  | 203,5      | Nicola Minali          | Fabio Baldato                |
| 10e | 16 septembre | El Tiemblo - Ávila              | 46,5 (CLM) | Tony Rominger          | Alex Zülle                   |
| 11e | 17 septembre | Ávila - Salamanque              | 188        | Marco Antonio Di Renzo | Alex Zülle                   |
| 12e | 18 septembre | Benavente - Alto del Naranco    | 188        | Daniele Nardello       | Alex Zülle                   |
| 13e | 19 septembre | Oviedo - Lacs de Covadonga      | 159        | Laurent Jalabert       | Alex Zülle                   |
| 14e | 20 septembre | Cangas de Onís - Cabárceno      | 202,5      | Biagio Conte           | Alex Zülle                   |
| 15e | 21 septembre | Cabárceno - Valdezcaray         | 220        | Alex Zülle             | Alex Zülle                   |
| 16e | 22 septembre | Logroño - Sabiñánigo            | 221        | Nicola Minali          | Alex Zülle                   |
| 17e | 23 septembre | Sabiñánigo - Cerler             | 165,5      | Oliverio Rincón        | Alex Zülle                   |
| 18e | 24 septembre | Benasque - Saragosse            | 219,5      | Dimitri Konyshev       | Alex Zülle                   |
| 19e | 25 septembre | Getafe - Ávila                  | 217        | Laurent Dufaux         | Alex Zülle                   |
| 20e | 26 septembre | Ávila - Ségovie                 | 209,5      | Gianni Bugno           | Alex Zülle                   |
| 21e | 27 septembre | Ségovie                         | 43 (CLM)   | Tony Rominger          | Alex Zülle                   |
| 22e | 28 septembre | Madrid                          | 157,5      | Tom Steels             | Alex Zülle                   |

## Classement général
|     | Cycliste          | Pays       | Équipe        |    | Temps            |
| --- | ----------------- | ---------- | ------------- | -- | ---------------- |
| 1.  | Alex Zülle        | Suisse     | ONCE          | en | 97 h 31 min 46 s |
| 2.  | Laurent Dufaux    | Suisse     | Lotus-Festina | +  | 6 min 23 s       |
| 3.  | Tony Rominger     | Suisse     | Mapei-GB      |    | 8 min 29 s       |
| 4.  | Roberto Pistore   | Italie     | MG-Technogym  |    | 10 min 13 s      |
| 5.  | Stefano Faustini  | Italie     | Aki-Gipiemme  |    | 11 min 21 s      |
| 6.  | Georg Totschnig   | Autriche   | Polti         |    | 11 min 33 s      |
| 7.  | Davide Rebellin   | Italie     | Polti         |    | 13 min 16 s      |
| 8.  | Andrea Peron      | Italie     | Motorola      |    | 14 min 46 s      |
| 9.  | Bobby Julich      | États-Unis | Motorola      |    | 15 min 10 s      |
| 10. | Fernando Escartín | Espagne    | Kelme         |    | 18 min 36 s      |

## Classements annexes
| Classement par points       | Laurent Jalabert France 237 pts |
| 2e                          | Nicola Minali Italie 163 pts    |
| 3e                          | Tom Steels Belgique 142 pts     |
| Grand Prix de la montagne   | Tony Rominger Suisse 177 pts    |
| 2e                          | Laurent Jalabert France 120 pts |
| 3e                          | Dimitri Konyshev Russie 107 pts |
| Metas volantes (régularité) | Jürgen Werner Allemagne         |
| Meilleure équipe            | Team Polti                      |

## Liste des coureurs
| Once | Aki Gipiemme | Banesto |
| - 1 Laurent Jalabert (Fra) - 2 Iñigo Cuesta (Esp) - 3 Herminio Díaz Zabala (Esp) - 4 Alberto Leanizbarrutia (Esp) ab.17° - 5 Melchor Mauri (Esp) - 6 Oliverio Rincón (Col) - 7 Neil Stephens (Aus) ab.20° - 8 Mikel Zarrabeitia (Esp) - 9 Alex Zülle (Sui)                                  | - 11 Dimitri Konyshev (Rus) - 12 Stefano Faustini (Ita) - 13 Giuseppe Citterio (Ita) - 14 Luca Colombo (Ita) ab.11° - 15 Denis Zanette (Ita) - 16 Gianluca Gorini (Ita) ab.20° - 17 Franco Vona (Ita) - 18 Luca Pavanello (Ita) - 19 Roberto Dal Sie (Ita)                                                | - 21 Miguel Indurain (Esp) ab.13° - 22 Ángel Casero (Esp) - 23 Santiago Blanco (Esp) - 24 Erwin Nijboer (Hol) ab.15° - 25 Ramon Gonzalez Arrieta (Esp) - 26 José Maria Jimenez (Esp) - 27 Vicente Aparicio (Esp) ab.14° - 28 Orlando Rodrigues (Por) - 29 Marino Alonso (Esp)                        |
| Cantina Tollo | Euskadi | Gewiss |
| - 31 Stefano Dante (Ita) - 32 Marco Antonio Di Renzo (Ita) - 33 Massimiliano Gentili (Ita) ab.8° - 34 Andrea Paluan (Ita) - 35 Germano Pierdomenico (Ita) ab.14° - 36 Martin Hvastija (Slo) - 37 Lorenzo Di Silvestro (Ita) - 38 Juri Recanati (Ita) - 39 Paolo Valoti (Ita)                | - 41 David Garcia Marquina (Esp) ab.13° - 42 Álvaro González de Galdeano (Esp) - 43 César Solaun (Esp) - 44 Oscar Lopez Uriarte (Esp) - 45 Igor González de Galdeano (Esp) - 46 Asier Guenetxea (Esp) - 47 Roberto Laiseka (Esp) - 48 Iñigo González de Heredia (Esp) ab.17° - 49 Iñaki Aiarzaguena (Esp) | - 51 Vladislav Bobrik (Rus) - 52 Nicola Minali (Ita) - 53 Stefano Zanini (Ita) - 54 Mauro-Antonio Santaromita (Ita) ab.11° - 55 Ermanno Brignoli (Ita) - 56 Jon Odriozola (Esp) ab.14° - 57 Dario Bottaro (Ita) ab.2° - 58 Ivan Cerioli (Ita) ab.2° - 59 Andrea Brognara (Ita)                       |
| Kelme | Lotus Festina | Maia Jumbo |
| - 61 Fernando Escartin (Esp) - 62 Hernan Buenahora (Col) ab.12° - 63 Francisco Cabello (Esp) - 64 Ignacio Garcia Camacho (Esp) - 65 Marcos Serrano (Esp) - 66 Santos Gonzalez (Esp) - 67 Juan Carlos Dominguez (Esp) - 68 José Luis Rodríguez García (Esp) - 69 Angel Edo (Esp)             | - 71 Laurent Dufaux (Sui) - 72 Juan Rodrigo Arenas (Esp) - 73 Stéphane Goubert (Fra) ab.12° - 74 Stephen Hodge (Aus) - 75 Fabian Jeker (Sui) - 76 Lylian Lebreton (Fra) ab.14° - 77 David Plaza (Esp) - 78 Yvan Martin (Fra) ab.12° - 79 Valerio Tebaldi (Ita)                                            | - 81 Manuel Abreu Campos (Por) - 82 Joaquim Andrade (Por) - 83 José Azevedo (Por) ab.15° - 84 Paulo Barroso (Por) ab.12° - 85 Ricardo Felgueira (Por) ab.12° - 86 Paulo Jorge Ferreira (Por) ab.9° - 87 Joaquim Sampaio (Por) ab.12° - 88 Joao Silva (Por) ab.12° - 89 Manuel Rodriguez (Esp) ab.16° |
| Mapei GB | MG | Motorola |
| - 91 Tony Rominger (Sui) - 92 Arsenio González (Esp) - 93 Francisco Javier Mauleón (Esp) - 94 Gianluca Bortolami (Ita) ab.3° - 95 Federico Echave (Esp) - 96 Bart Leysen (Bel) - 97 Miguel Ángel Peña (Esp) ab.16° - 98 Daniele Nardello (Ita) - 99 Tom Steels (Bel)                        | - 101 Fabio Baldato (Ita) ab.12° - 102 Gianni Bugno (Ita) - 103 Nicola Loda (Ita) ab.12° - 104 Rolf Jaermann (Sui) ab.16° - 105 Angelo Lecchi (Ita) - 106 Marco Lietti (Ita) - 107 Maurizio Molinari (Ita) ab.12° - 108 Roberto Pistore (Ita) - 109 Lorenzo Ferlenghini (Ita) ab.17°                      | - 111 Bobby Julich (Usa) - 112 Kevin Livingston (Usa) - 113 Axel Merckx (Bel) - 114 Jesús Montoya (Esp) ab.8° - 115 Kaspars Ozers (Let) ab.12° - 116 Andrea Peron (Ita) - 117 Maximilian Sciandri (Gbr) np.15° - 118 Max Van Heeswijk (Hol) ab.13° - 119 Flavio Vanzella (Ita) ab.11°                |
| MX Onda | Petit Casino | Polti |
| - 121 Marcel Wüst (All) él.21° - 122 Tom Cordes (Hol) - 123 Claus Michael Møller (Dan) - 124 Vítor Gamito (Por) ab.3° - 125 Francisco Cerezo (Esp) - 126 Eleuterio Anguita (Esp) - 127 Juan Carlos Vicario (Esp) ab.20° - 128 José Antonio Espinosa (Esp) ab.19° - 129 Daniel Clavero (Esp) | - 131 Armand De Las Cuevas (Fra) ab.12° - 132 Christophe Agnolutto (Fra) - 133 Martial Locatelli (Fra) - 134 Frédéric Bessy (Fra) ab.5° - 135 Pascal Chanteur (Fra) - 136 Fabrice Gougot (Fra) - 137 Arturas Kasputis (Lit) ab.14° - 138 Jaan Kirsipuu (Est) np.10° - 139 Christophe Mengin (Fra) ab.15°  | - 141 Davide Rebellin (Ita) - 142 Mauro Gianetti (Sui) - 143 Giovanni Lombardi (Ita) ab.12° - 144 Georg Totschnig (Aut) - 145 Serguei Outschakov (Ukr) ab.14° - 146 Iñigo Chaurreau (Esp) - 147 Mirko Crepaldi (Ita) ab.15° - 148 Mirko Celestino (Ita) - 149 Leonardo Calzavara (Ita)               |
| Saeco | Santa Clara | Scrigno |
| - 151 Francesco Casagrande (Ita) ab.11° - 152 Giorgio Furlan (Ita) - 153 Angelo Canzonieri (Ita) - 154 Eddy Mazzoleni (Ita) ab.14° - 155 Antonio Politano (Ita) - 156 Antonio Sanchez (Esp) - 157 Manuel Pascual (Esp) - 158 Massimiliano Lelli (Ita) ab.9° - 159 Massimiliano Mori (Ita)   | - 161 Romes Gainetdinov (Rus) - 162 Oscar Aranguren (Esp) - 163 Jonathan Vaughters (Usa) ab.2° - 164 William Chann McRae (Usa) - 165 Joaquin Miguelanez (Esp) - 166 Javier Pascual Rodriguez (Esp) - 167 Javier Pascual Llorente (Esp) - 168 Serguei Smetanine (Rus) - 169 Andrei Zintchenko (Rus)        | - 171 Andrea Vatteroni (Ita) ab.14° - 172 Davide Casarotto (Ita) np.10° - 173 Mirko Rossato (Ita) np.3° - 174 Daniele Cignali (Ita) - 175 Sauro Gallorini (Ita) - 176 Alessio Barbagli (Ita) ab.16° - 177 Biagio Conte (Ita) ab.18° - 178 Massimo Apollonio (Ita) - 179 Alessandro Petacchi (Ita)    |
| Telekom | TVM | |
| - 181 Michael Andersson (Sue) ab.12° - 182 Bert Dietz (All) ab.5° - 183 Mario Kummer (All) - 184 Peter Meinert Nielsen (Dan) - 185 Steffen Wesemann (All) - 186 Gerd Audehm (All) - 187 Kai Hundertmarck (All) - 188 Michel Lafis (Sue) np.10° - 189 Jurgen Werner (All)                    | - 191 Maarten Den Bakker (Hol) - 192 Bo Hamburger (Dan) - 193 Tristan Hoffman (Hol) - 194 Lars Kristian Johnsen (Nor) - 195 Hendrik Redant (Bel) - 196 Jeroen Blijlevens (Hol) - 197 Vladimir Poulnikov (Ukr) ab.14° - 198 Jesper Skibby (Dan) ab.6° - 199 Bart Voskamp (Hol) ab.6°                       | |